# Ihor Borysyk
Ihor Viktorovych Borysyk –en ucraniano, Ігор Вікторович Борисик– (Yazvinki, URSS, 2 de junio de 1984) es un deportista ucraniano que compitió en natación, especialista en el estilo braza.
Ganó dos medallas en el Campeonato Mundial de Natación en Piscina Corta de 2008 y seis medallas en el Campeonato Europeo de Natación en Piscina Corta entre los años 2004 y 2012.
Participó en dos Juegos Olímpicos de Verano, en los años 2008 y 2012, ocupando el séptimo lugar en Pekín 2008, en la prueba de 100 m braza.

## Palmarés internacional
| Campeonato Mundial en Piscina Corta | Campeonato Mundial en Piscina Corta | Campeonato Mundial en Piscina Corta | Campeonato Mundial en Piscina Corta |
| Año                                 | Lugar                               | Medalla                             | Prueba                              |
| ----------------------------------- | ----------------------------------- | ----------------------------------- | ----------------------------------- |
| 2008                                | Mánchester (Reino Unido)            | Medalla de oro                      | 100 m braza                         |
| 2008                                | Mánchester (Reino Unido)            | Medalla de plata                    | 200 m braza                         |
| Campeonato Europeo en Piscina Corta |                                     |                                     |                                     |
| Año                                 | Lugar                               | Medalla                             | Prueba                              |
| 2004                                | Viena (Austria)                     | Medalla de bronce                   | 100 m braza                         |
| 2007                                | Debrecen (Hungría)                  | Medalla de oro                      | 100 m braza                         |
| 2008                                | Rijeka (Croacia)                    | Medalla de oro                      | 100 m braza                         |
| 2008                                | Rijeka (Croacia)                    | Medalla de bronce                   | 200 m braza                         |
| 2009                                | Estambul (Turquía)                  | Medalla de bronce                   | 100 m braza                         |
| 2012                                | Chartres (Francia)                  | Medalla de plata                    | 200 m braza                         |